# Faimbe
Faimbe es una comuna francesa situada en el departamento de Doubs, en la región de Borgoña-Franco Condado.

## Demografía
| 55 | 52 | 56 | 69 | 95 | 115 | 100 |
| Para los censos de 1962 a 1999 la población legal corresponde a la población sin duplicidades (Fuente: INSEE [Consultar]) |    |    |    |    |     |     |